# Catrobat (мова програмування)
Catrobat — блокова освітня мова програмування, яка має популярний редактор коду Pocket Code. Вона схожа на Scratch, вони мають навіть якісь спільні блоки. Мова версії 1.11 має в собі такі розділи як Вишивання, Події, Управління, Переміщення, Звуки, Вигляд, Ручка, Дані, Пристрій. Ваші цеглини та Нещодавно використані. Останній є допоміжним розділом, в якому відображаються останні 10 блоків, поставлених в поле коду. В Catrobat також є проекти, які випускають в програму інші користувачі редактора. Також Catrobat має бета функцію конвертера Scratch.